# Grande Finlande

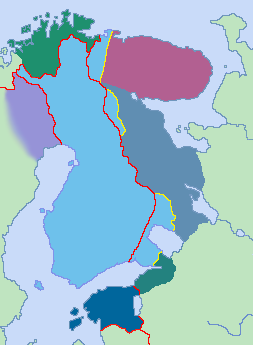
La Grande Finlande est un concept à géométrie variable. Trait jaune : frontières de la Finlande au traité de Tartu (1920). Trait rouge : frontières de la Finlande au traité de Paris (1947).
Carélie orientale
Estonie
Ingrie
Finlande de 1918 à 1940, avec les régions perdues au profit de l'URSS
Kola
Tornédalie suédoise
Finnmark norvégien

Ne doit pas être confondu avec Finlande-Propre.
La Grande Finlande (finnois : Suur-Suomi) désigne un idéal irrédentiste et nationaliste visant à unir à la Finlande des régions voisines dont les cultures, les populations et/ou l'histoire sont finnoises : la Carélie russe, l'Ingrie russe, l'Estonie, la Marche finnoise norvégienne et une partie de la Tornédalie suédoise,.

## Histoire

### Carélianisme
En Finlande, l’intérêt pour la Carélie s'est exprimé au XIXe siècle dans un mouvement culturel appelé carélianisme une forme finlandaise du nationalisme romantique.
Cette idée s'est surtout développée peu avant la Seconde Guerre mondiale, à l'époque où prospéraient en Europe d'autres mouvements nationalistes et revendications identitaires.

### L'idéologie de la Grande Finlande
La minorité des Kvènes de Nord-Norge a un habitat très dispersé dans les années 1860. 
Les Kvènes vivent donc très isolés.
Entre 1927 et 1934, la société académique de Carélie et l'association de l'héritage finnois coopèrent activement avec les Kvènes. 
L'activité principale dans les médias finlandais est de diffuser une propagande pan-fennique par différents canaux. 
Cette activité ralentit de 1931 à 1934, mais elle reprend après. 
En Norvège, les principaux moyens de discrimination culturelle et linguistique sont le système scolaire, les médias et les soi-disant « politiques cadres ». 
Dans les débuts de l'indépendance, la Finlande veut que les zones de Tornédalie parlant meänkieli et le Comté de Finnmark soient rattachées à la Finlande.
C'est alors une réaction aux velléités d'Åland de rejoindre la Suède. 
Le gouvernement finlandais met en place le comité du Nord-Ouest dont l'objectif est d’introduire en Tornédalie une base occidentale des mouvements nationaux finlandais.
De son côté la Suède cherche à suédifier les Finnois.
Dans les années 1950, les écoliers du Nord de la Suède sont punis pour avoir utilisé le finnois.

### Heimosodat
En 1917, après la déclaration d'indépendance finlandaise en relation avec la Révolution d'Octobre et avec Guerre civile russe, la situation des peuples finno-ougriens habitant de l'autre côté de la frontière orientale préoccupe les activistes nationalistes.
Ainsi des troupes de volontaires réalisent des opérations sur le territoire de l'URSS, ces opérations avec la participation de troupes de volontaires finlandais à la guerre d'indépendance de l'Estonie (1918-1920) sont appelées heimosodat.
Durant les années 1920, on construit la Grande Finlande pendant les guerres Heimosodat et l'on veut alors que tous les peuples Finnois de la Baltique soient regroupés en un seul État. 
Ce souhait existe aussi dans la partie occidentale de la Carélie orientale où Repola et Porajärvi rejoignent la Finlande avec des règles strictes mais doivent quitter la Finlande selon le traité de Tartu. 
La plupart des projets de Grande Finlande sont inspirés par la société académique de Carélie ainsi que par le Mouvement de Lapua et par son successeur parlementaire le mouvement patriotique. 
Le parti de la coalition nationale et le parti agraire sont partisans de l’agrandissement de la Finlande.
Le Miekkavala (fi) de Carl Gustaf Emil Mannerheim de 1918 et le Miekantuppipäiväkäsky (fi) de 1941 font croître l’enthousiasme pour la Grande Finlande.
Parmi les politiciens de gauche favorables à la Grande Finlande, Oskari Tokoi et Väinö Voionmaa publient en 1918 Les frontières naturelles de la Grande Finlande.

### La guerre de continuation

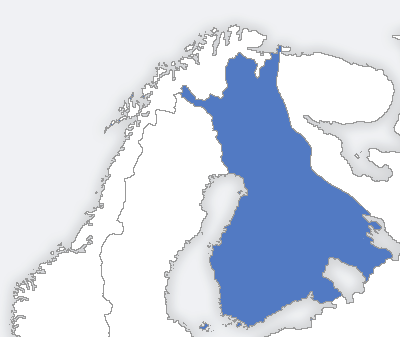
L'avancée maximale des unités finlandaises lors de la guerre de Continuation.

## L'idée de nos jours
De nos jours, l'idéologie de la grande Finlande est pratiquée par peu de monde, elle cherche principalement à promouvoir la survie des peuples ouraliens sans modification des frontières existantes.
Elle est portée par des groupements comme la fondation Juminkeko, l'association Matthias Castrén, l'association Finlande-Russie et autres associations. 
Parmi les étudiants l'idée est au plus fort à l'Université de Tartu en Estonie.
En août 2008, après la deuxième guerre d'Ossétie du Sud, Juhani Suomi critique sévèrement les relations entre la Finlande et la Russie.
Dans un article publié par Keskisuomalainen il écrit que les Finlandais ont redressé la tête vers l'idée d'une grande Finlande au « risque d'aller vers la guerre ».